# Sahara (film, 1943)
Pour les articles homonymes, voir Sahara (homonymie).
Pour plus de détails, voir Fiche technique et Distribution.
Sahara est un film américain réalisé par Zoltan Korda en 1943. Humphrey Bogart y joue le rôle d'un chef de char pendant la campagne d'Afrique du Nord durant la Seconde Guerre mondiale.

## Synopsis
Pendant la campagne d'Afrique, un petit groupe de soldats alliés retranché dans une oasis résiste de manière acharnée aux assauts d'une division allemande assoiffée.

## Fiche technique
- Scénario : Zoltan Korda et John Howard Lawson, d'après une histoire de Philip MacDonald, adaptée par James O'Hanlon
- Photographie : Rudolph Maté
- Musique : Miklós Rózsa
- Montage : Charles Nelson
- Direction artistique : Lionel Banks et Eugene Lourie
- Décors : William Kiernan
- Producteur (non crédité) : Harry Joe Brown, pour la Columbia Pictures
- Genre : film de guerre
- Pays de production :  États-Unis
- Format : Noir et blanc
- Durée : 97 minutes
- Dates de sortie : 
  - États-Unis : 2 septembre 1943 (première au Camp Campbell, Kentucky), 11 novembre 1943 (national)
  - France : 1er octobre 1945
- Affiche : Jacques Bonneaud (France)

## Distribution
Américains
- Humphrey Bogart (VF : Raymond Loyer) : Sergent Joe Gunn
- Dan Duryea (VF : Jean Daurand) : Jimmy Doyle
- Bruce Bennett : 'Waco' Hoyt

Anglais, Français libre et Soudanais
- Richard Nugent (VF : Maurice Dorléac) : Capitaine Jason Halliday
- Lloyd Bridges : Fred Clarkson
- Patrick O'Moore : Osmond 'Ozzie' Bates
- Guy Kingsford : Peter Stegman
- Carl Harbord (VF : René Hieronimus) : Marty Williams
- Louis Mercier (VF : Lui-même) : Jean 'Frenchie' Leroux
- Rex Ingram : Sergent Major Tambul

Troupes de l'Axe
- J. Carrol Naish (VF : Georges Hubert) : Giuseppe
- Kurt Kreuger (VF : Howard Vernon) : Capitaine von Schletow
- John Wengraf (VF : Jean Lemarguy) : Major von Falken
- Frederick Worlock (non crédité) : l'annonceur de nouvelles à la radio (voix)

## Analyse
Ce film fait intervenir, de manière quasi allégorique, toutes les nations ou presque engagées dans cette phase du conflit mondial. On y retrouve en effet un chef de char américain, des soldats anglais, soudanais et français libres, tous très braves. Se trouvent également mêlés de près à l'histoire un soldat italien pas très vaillant au combat, et un aviateur allemand nazi fanatique, qui ira jusqu'à trahir son « allié » italien.
Cette fresque romanesque respire le patriotisme du temps de guerre. Les comportements y sont caricaturés à l'extrême, ce qui s'explique du fait de la sortie du film pendant le conflit (après la campagne africaine gagnée par les Alliés).[réf. nécessaire]

## Autour du film
- Sahara s'inspire de Les Treize (Trinadtsat, 1936) - cité au générique -, film soviétique de Mikhail Romm, et inspirera lui-même André de Toth, pour son western Le Sabre et la Flèche (Last of the Comanches, 1953), dans lequel joue également Lloyd Bridges.
- Un remake australien est sorti en 1995.